# Coupe d'Europe des nations d'athlétisme 2003
Navigation
CE des nations 2002 CE des nations 2004
La 24e coupe d'Europe des nations d'athlétisme s'est déroulée les 21 juin et 22 juin 2003 à Florence en Italie pour la Superligue, à Lappeenranta et Velenje pour la 1re division, à Århus et Istanbul pour la 2e division. Elle comporte 20 épreuves chez les hommes et chez les femmes.

## Superligue

### Classement
La France obtient sa première victoire chez les hommes, après sa deuxième place l'an passé. Les Français s'adjugent cinq victoires individuelles : 400 mètres, 3 000 mètres, 5 000 mètres, 110 mètres haies et perche.

Chez les femmes, la Russie obtient une 7e victoire consécutive, tandis que la Roumaine Ionela Tirlea porte son nombre de participations à cette épreuve à 18, un record.
| Place | Pays        | Points |
| ----- | ----------- | ------ |
| 1     | France      | 109    |
| 2     | Allemagne   | 100,5  |
| 3     | Royaume-Uni | 96     |
| 4     | Russie      | 92     |
| 5     | Italie      | 84     |
| 6     | Pologne     | 83     |
| 7     | Espagne     | 80     |
| 8     | Grèce       | 74,5   |

| Place | Pays        | Points |
| ----- | ----------- | ------ |
| 1     | Russie      | 130    |
| 2     | Allemagne   | 103    |
| 3     | France      | 102    |
| 4     | Royaume-Uni | 83     |
| 5     | Espagne     | 82     |
| 6     | Grèce       | 78,5   |
| 7     | Roumanie    | 77,5   |
| 8     | Italie      | 62     |

### Résultats par épreuve

#### Hommes
| Épreuve | Or                                                                           | Or                 | Argent                                                                        | Argent         | Bronze                                                               | Bronze            |
| --- | ---------------------------------------------------------------------------- | ------------------ | ----------------------------------------------------------------------------- | -------------- | -------------------------------------------------------------------- | ----------------- |
| 100 m (Vent : -1,0 m/s) | Mark Lewis-Francis GBR                                                       | 10 s 22            | Aimé-Issa Nthépé FRA                                                          | 10 s 36        | Aristotelis Gavelas GRE                                              | 10 s 44           |
| 200 m (Vent : -2,3 m/s) | Konstantinos Kenteris GRE                                                    | 20 s 37            | Christian Malcolm GBR                                                         | 20 s 45        | Marcin Jedrusinski POL                                               | 20 s 53           |
| 400 m | Marc Raquil FRA                                                              | 44 s 88            | Ingo Schultz GER                                                              | 45 s 19        | Iwan Thomas GBR                                                      | 45 s 58 (SB)      |
| 800 m | Antonio Manuel Reina ESP                                                     | 1 min 48 s 13      | Florent Lacasse FRA                                                           | 1 min 48 s 37  | René Herms GER                                                       | 1 min 49 s 15     |
| 1 500 m | Juan Carlos Higuero ESP                                                      | 3 min 49 s 16      | Miroslaw Formela POL                                                          | 3 min 49 s 22  | Michael East GBR                                                     | 3 min 49 s 60     |
| 3 000 m | Fouad Chouki FRA                                                             | 8 min 22 s 56 (SB) | Carles Castillejo ESP                                                         | 8 min 22 s 79  | Vyacheslav Shabunin RUS                                              | 8 min 23 s 18     |
| 5 000 m | Ismaïl Sghyr FRA                                                             | 13 min 43 s 70     | Jesús España ESP                                                              | 13 min 44 s 68 | Dieter Baumann GER                                                   | 13 min 45 s 55    |
| 3 000 m steeple | Pavel Potapovich RUS                                                         | 8 min 26 s 28      | Radoslaw Poplawski POL                                                        | 8 min 29 s 70  | Angelo Iannelli ITA                                                  | 8 min 30 s 40     |
| 110 m haies (Vent : -0,2 m/s) | Ladji Doucouré FRA                                                           | 13 s 55            | Mike Fenner GER                                                               | 13 s 58        | Andrea Giaconi ITA                                                   | 13 s 66           |
| 400 m haies | Chris Rawlinson GBR                                                          | 48 s 45            | Periklis Iakovakis GRE                                                        | 49 s 23        | Ruslan Mashchenko RUS                                                | 49 s 43 (SB)      |
| 4 × 100 m | ITA Francesco Scuderi Simone Collio Massimiliano Donati Alessandro Cavallaro | 38 s 42 (SB)       | POL Marcin Krzywanski Lukasz Chyla Marcin Jedrusinski Marcin Urbas            | 38 s 45 (SB)   | GBR Christian Malcolm Darren Campbell Marlon Devonish Julian Golding | 38 s 60           |
| 4 × 400 m | GBR Chris Rawlinson Tim Benjamin Jamie Baulch Matt Elias                     | 3 min 2 s 43       | GRE Stilianos Dimotsios Anastasios Gousis Dimitrios Tsomos Periklis Iakovakis | 3 min 2 s 69   | GER Ingo Schultz Sebastian Gatzka Ruwen Faller Bastian Swillims      | 3 min 2 s 83 (SB) |
| Saut en hauteur | Yaroslav Rybakov RUS                                                         | 2,34 m (SB)        | Alessandro Talotti ITA                                                        | 2,30 m (PB)    | Grzegorz Sposób POL                                                  | 2,27 m            |
| Saut à la perche | Romain Mesnil FRA                                                            | 5,75 m             | Giuseppe Gibilisco ITA                                                        | 5,70 m         | Lars Börgeling GER                                                   | 5,70 m            |
| Saut en longueur | Louis Tsatoumas GRE                                                          | 8,06 m             | Yago Lamela ESP                                                               | 7,96 m         | Nils Winter GER                                                      | 7,85 m            |
| Triple saut | Fabrizio Donato ITA                                                          | 17,16 m (SB)       | Julien Kapek FRA                                                              | 16,59 m        | Christos Meletoglou GRE                                              | 16,52 m           |
| Lancer du poids | Manuel Martínez ESP                                                          | 21,08 m (SB)       | Carl Myerscough GBR                                                           | 20,72 m        | Pavel Chumachenko RUS                                                | 20,12 m           |
| Lancer du disque | Dmitri Chevtchenko RUS                                                       | 65,39 m (SB)       | Michael Möllenbeck GER                                                        | 65,26 m        | Andrzej Krawczyk POL                                                 | 61,27 m           |
| Lancer du marteau | Karsten Kobs GER                                                             | 80,63 m            | Wojciech Kondratowicz POL                                                     | 78,37 m        | Alexandros Papadimitriou GRE                                         | 78,11 m           |
| Lancer du javelot | Sergey Makarov RUS                                                           | 85,86 m            | Christian Nicolay GER                                                         | 81,93 m        | Dariusz Trafas POL                                                   | 79,36 m           |
| Records et Performances - AR : Record continental (area record) - CR : Record des championnats (championship record) - MR : Record du meeting (meet record) - NR : Record national (national record) - OR : Record olympique (olympic record) - PR : Record paralympique (paralympic record) - PB : Record personnel (personal best) - SB : Meilleure performance personnelle de la saison (season's best) - WL : Meilleure performance mondiale de l'année (world leader) - WJR : Record du monde junior (world junior record) - WR : Record du monde (world record) Circonstances et Conditions - DNF : N'a pas terminé (did not finish) - DNS : N'a pas pris le départ (did not start) - DQ : Disqualification (disqualification) - NM : Aucun essai valable enregistré (No Mark) - Q : Qualifié « directement » au prochain tour (ou à la prochaine compétition), lors d'une compétition majeure, grâce au classement ou à la réalisation des minima (automatic qualifier) - q : Qualifié au prochain tour (ou à la prochaine compétition), lors d'une compétition majeure, grâce au repêchage ou à la réalisation de l'une des meilleures performances parmi celles des « non qualifiés directement » (grâce au meilleur temps ou à la meilleure distance par exemple) (secondary qualifier) |                                                                              |                    |                                                                               |                |                                                                      |                   |

#### Femmes
| Épreuve | Or                                                                    | Or                 | Argent                                                              | Argent             | Bronze                                                             | Bronze             |
| --- | --------------------------------------------------------------------- | ------------------ | ------------------------------------------------------------------- | ------------------ | ------------------------------------------------------------------ | ------------------ |
| 100 m (Vent : -1,3 m/s) | Christine Arron FRA                                                   | 11 s 07            | Marina Kislova RUS                                                  | 11 s 19            | Glory Alozie ESP                                                   | 11 s 29 (SB)       |
| 200 m (Vent : -0,4 m/s) | Anastasiya Kapachinskaya RUS                                          | 22 s 71            | Ionela Tîrlea ROM                                                   | 22 s 78 (SB)       | Muriel Hurtis FRA                                                  | 22 s 89            |
| 400 m | Svetlana Pospelova RUS                                                | 50 s 85            | Lee McConnell GBR                                                   | 51 s 37            | Chrysoula Goudenoudi GRE                                           | 52 s 11 (SB)       |
| 800 m | Claudia Gesell GER                                                    | 2 min 00 s 85      | Maria Cioncan ROM                                                   | 2 min 01 s 02      | Mayte Martínez ESP                                                 | 2 min 01 s 63      |
| 1 500 m | Natalia Rodríguez ESP                                                 | 4 min 07 s 18      | Helen Clitheroe GBR                                                 | 4 min 08 s 18      | Konstantina Efentaki GRE                                           | 4 min 09 s 06 (SB) |
| 3 000 m | Olga Yegorova RUS                                                     | 8 min 55 s 73      | Hayley Tullett GBR                                                  | 8 min 57 s 45 (SB) | Sabrina Mockenhaupt GER                                            | 8 min 57 s 69      |
| 5 000 m | Yelena Zadorozhnaya RUS                                               | 15 min 34 s 07     | Joanne Pavey GBR                                                    | 15 min 35 s 31     | Mihaela Botezan ROM                                                | 15 min 39 s 63     |
| 3 000 m steeple | Gulnara Samitova RUS                                                  | 9 min 40 s 89 (CR) | Cristina Casandra ROM                                               | 9 min 48 s 47      | Élodie Olivares FRA                                                | 9 min 54 s 51      |
| 100 m haies (Vent : -0,1 m/s) | Glory Alozie ESP                                                      | 12 s 86            | Svetlana Laukhova RUS                                               | 12 s 88 (SB)       | Patricia Girard FRA                                                | 12 s 95            |
| 400 m haies | Ionela Tîrlea ROM                                                     | 54 s 47            | Natasha Danvers GBR                                                 | 55 s 01            | Heike Meissner GER                                                 | 55 s 22 (SB)       |
| 4 × 100 m | FRA Patricia Girard Muriel Hurtis Fabé Dia Christine Arron            | 42 s 62            | GER Melanie Paschke Gabi Rockmeier Esther Möller Marion Wagner      | 43 s 13 (SB)       | RUS Olga Fedorova Irina Khabarova Marina Kislova Larisa Kruglova   | 43 s 23            |
| 4 × 400 m | RUS Natalya Lavshuk Natalya Ivanova Tatyana Firova Svetlana Pospelova | 3 min 26 s 02      | GBR Helen Karagounis Katharine Merry Catherine Murphy Lee McConnell | 3 min 26 s 52      | FRA Francine Landre Dado Kamissoko Solen Désert Marie-Louise Bévis | 3 min 28 s 39 (SB) |
| Saut en hauteur | Daniela Rath GER                                                      | 2,00 m (PB)        | Ruth Beitia ESP                                                     | 1,95 m             | Marina Kuptsova RUS                                                | 1,95 m             |
| Saut à la perche | Annika Becker GER                                                     | 4,50 m             | Tatyana Polnova RUS                                                 | 4,45 m             | Marie Poissonnier FRA                                              | 4,35 m             |
| Saut en longueur | Eunice Barber FRA                                                     | 6,76 m             | Concepción Montaner ESP                                             | 6,69 m (SB)        | Fiona May ITA                                                      | 6,67 m (SB)        |
| Triple saut | Anna Pyatykh RUS                                                      | 14,79 m (AUR,SB)   | Magdelín Martínez ITA                                               | 14,76 m            | Adelina Gavrila ROM                                                | 14,45 m            |
| Lancer du poids | Astrid Kumbernuss GER                                                 | 19,46 m            | Svetlana Krivelyova RUS                                             | 18,98 m            | Laurence Manfrédi FRA                                              | 17,97 m            |
| Lancer du disque | Ekaterini Voggoli GRE                                                 | 62,11 m            | Mélina Robert-Michon FRA                                            | 61,67 m            | Natalya Sadova RUS                                                 | 61,59 m            |
| Lancer du marteau | Manuela Montebrun FRA                                                 | 74,43 m (CR)       | Mihaela Melinte ROM                                                 | 71,99 m (SB)       | Olga Kuzenkova RUS                                                 | 69,89 m            |
| Lancer du javelot | Steffi Nerius GER                                                     | 63,30 m            | Mirela Manjani GRE                                                  | 63,13 m            | Claudia Coslovich ITA                                              | 62,70 m (SB)       |
| Records et Performances - AR : Record continental (area record) - CR : Record des championnats (championship record) - MR : Record du meeting (meet record) - NR : Record national (national record) - OR : Record olympique (olympic record) - PR : Record paralympique (paralympic record) - PB : Record personnel (personal best) - SB : Meilleure performance personnelle de la saison (season's best) - WL : Meilleure performance mondiale de l'année (world leader) - WJR : Record du monde junior (world junior record) - WR : Record du monde (world record) Circonstances et Conditions - DNF : N'a pas terminé (did not finish) - DNS : N'a pas pris le départ (did not start) - DQ : Disqualification (disqualification) - NM : Aucun essai valable enregistré (No Mark) - Q : Qualifié « directement » au prochain tour (ou à la prochaine compétition), lors d'une compétition majeure, grâce au classement ou à la réalisation des minima (automatic qualifier) - q : Qualifié au prochain tour (ou à la prochaine compétition), lors d'une compétition majeure, grâce au repêchage ou à la réalisation de l'une des meilleures performances parmi celles des « non qualifiés directement » (grâce au meilleur temps ou à la meilleure distance par exemple) (secondary qualifier) |                                                                       |                    |                                                                     |                    |                                                                    |                    |

## Première division
La 1re division (First League), divisée en deux groupes, se dispute à Lappeenranta (Finlande) et à Velenje (Slovénie) les 21 et 22 juin 2003.
| Place | Pays        | Points |
| ----- | ----------- | ------ |
| 1     | Suède       | 125    |
| 2     | Finlande    | 113    |
| 3     | Hongrie     | 104    |
| 4     | Belgique    | 89     |
| 5     | Biélorussie | 83     |
| 6     | Norvège     | 77     |
| 7     | Danemark    | 67     |
| 8     | Estonie     | 60     |

| Place | Pays      | Points |
| ----- | --------- | ------ |
| 1     | Pays-Bas  | 121    |
| 2     | Ukraine   | 115    |
| 3     | Tchéquie  | 110    |
| 4     | Portugal  | 100    |
| 5     | Slovénie  | 82     |
| 6     | Bulgarie  | 67,5   |
| 7     | Israël    | 63     |
| 8     | Slovaquie | 60,5   |

| Place | Pays        | Points |
| ----- | ----------- | ------ |
| 1     | Pologne     | 125    |
| 2     | Finlande    | 105    |
| 3     | Suède       | 105    |
| 4     | Hongrie     | 100    |
| 5     | Biélorussie | 93     |
| 6     | Belgique    | 82,5   |
| 7     | Irlande     | 59     |
| 8     | Lituanie    | 48,5   |

| Place | Pays                 | Points |
| ----- | -------------------- | ------ |
| 1     | Ukraine              | 125    |
| 2     | Tchéquie             | 104    |
| 3     | Portugal             | 96     |
| 4     | Pays-Bas             | 92     |
| 5     | Bulgarie             | 87     |
| 6     | Slovénie             | 86     |
| 7     | Slovaquie            | 67     |
| 8     | Serbie-et-Monténégro | 58     |

## Seconde division
La 2e division (Second League), divisée en deux groupes, se dispute les 21 et 22 juin 2003 à Århus (Danemark) et à Istanbul (Turquie).
Les deux équipes suisses se hissent en première division.
| Place | Pays       | Points |
| ----- | ---------- | ------ |
| 1     | Suisse     | 131    |
| 2     | Autriche   | 121    |
| 3     | Irlande    | 114    |
| 4     | Lituanie   | 103    |
| 5     | Lettonie   | 86     |
| 6     | Luxembourg | 57,5   |
| 7     | Islande    | 53     |
| 8     | AASSE      | 47,5   |

| Place | Pays                 | Points |
| ----- | -------------------- | ------ |
| 1     | Roumanie             | 209    |
| 2     | Croatie              | 183    |
| 3     | Turquie              | 175,5  |
| 4     | Chypre               | 164    |
| 5     | Serbie-et-Monténégro | 162    |
| 6     | Moldavie             | 121    |
| 7     | Bosnie-Herzégovine   | 114    |
| 8     | Azerbaïdjan          | 106    |
| 9     | Arménie              | 103,5  |
| 10    | Géorgie              | 103    |
| 11    | Albanie              | 75     |
| 12    | Macédoine du Nord    | 15     |

| Place | Pays       | Points |
| ----- | ---------- | ------ |
| 1     | Suisse     | 122    |
| 2     | Lettonie   | 117    |
| 3     | Autriche   | 114,5  |
| 4     | Norvège    | 111    |
| 5     | Danemark   | 101,5  |
| 6     | Islande    | 81     |
| 7     | AASSE      | 38     |
| 8     | Luxembourg | 27     |

| Place | Pays               | Points |
| ----- | ------------------ | ------ |
| 1     | Estonie            | 212,5  |
| 2     | Turquie            | 203    |
| 3     | Israël             | 183    |
| 4     | Croatie            | 169    |
| 5     | Chypre             | 151    |
| 6     | Moldavie           | 138    |
| 7     | Géorgie            | 98     |
| 8     | Bosnie-Herzégovine | 90     |
| 9     | Arménie            | 88,5   |
| 10    | Azerbaïdjan        | 76     |
| 11    | Albanie            | 74     |
| 12    | Macédoine du Nord  | 15     |

|  | Vainqueur de la compétition |  | Promotion en division supérieure |  | Relégation en division inférieure |